# Béla
Béla, nebo také v podobě Bela, případně Behla, je maďarské mužské osobní jméno. Českým ekvivalentem je jméno Vojtěch, který má stejně jako Béla svátek 23. dubna.

## Původ a význam
Původ jména je sporný. V úvahu přicházejí následující odvozeniny:
- Varianta staromaďarského osobního jména Bél (s významem „vnitřnosti“, „střeva“ apod.), přičemž koncové "a" zde zdrobňuje.
- ze slovanského бѣлъ (běly) znamená „bílý“ [1]
- může jít o maďarskou variantu starogermánského jména Adalbert („vznešený + světlý“), v českém prostředí Vojtěch
- Jelikož se v maďarštině objevilo jako panovnické jméno, maďarské jméno Béla podle jiného vysvětlení pochází z tureckého jména Bojla, které bylo běžné jako jméno hodnostářů v raně středověké eurasijské stepi.

Jméno se v Maďarsku (Uhrách) rozšířilo v 19. století jako připomínka středověkých uherských králů z rodu Árpádovců.
Kromě toho jsou tři muži jménem Bela (hebrejsky בֶּלַע) zmíněni již v Bibli. Tam pravděpodobně s významem „nechat se přesvědčit“, „komunikovat“ či „sežrat“, „zničit“. 

## Význační nositelé jména

### Panovníci
- Béla I. (kolem let 1015/1020–1063), král uherský
- Béla II. (kolem roku 1110–1141), král uherský
- Béla III. (kolem roku 1148–1196), král uherský
- Béla IV. (1206–1270), král uherský a chorvatský

### Ostatní
- Béla Anda (* 1963), německý komunikační manažer a novinář
- Béla Balassa (1928–1991), maďarsko-americký ekonom
- Béla Balázs (1884–1949), maďarský filmový kritik a spisovatel
- Béla Bartalos (* 1948), maďarský házenkář a trenér
- Béla Bartók (1881–1945), maďarský skladatel a klavírista
- Béla Barényi (1907–1997), rakouský vynálezce a designér
- Béla Bollobás (* 1943), maďarsko-britský matematik
- Ben Bela Böhm (* 1975), německý herec
- Béla Bugár (* 1958), politik maďarské menšiny na Slovensku
- Béla Czóbel (1883–1976), maďarský expresionista a fauvista
- Béla Drahos (* 1955), maďarský flétnista a dirigent
- Béla Ernyey (* 1942), maďarský herec a zpěvák
- Béla Fleck (* 1958), americký hudebník
- Béla Grunberger (1903–2005), francouzský psychoanalytik maďarského původu
- Béla Guttmann (1899–1981), maďarský fotbalový trenér
- Béla Hamvas (1897–1968), maďarský spisovatel
- Béla Imrédy (1891–1946), maďarský politik
- Béla Jankovich (* 1955), maďarský hráč badmintonu
- Béla Király (1912–2009), maďarský generál
- Béla Kiss (1877–?), maďarský sériový vrah
- Béla Kun (1886–1938), maďarský politik
- Béla Koplárovics (* 1981), maďarský fotbalista
- Béla Kéler (1820–1882), maďarský skladatel
- Bela Lugosi (1882–1956), maďarský herec
- Béla Markó (* 1951), rumunsko-maďarský spisovatel
- Bela Mesaroš (1952–2022), srbský stolní tenista a šachista
- Béla Miklós (1890–1948), maďarský důstojník a politik
- Béla Rajki (1909–2000), maďarský trenér vodního póla a plavání
- Béla Réthy (* 1956), německý sportovní reportér a komentátor
- Béla Révész (1876–1944), maďarský spisovatel
- Béla Sárosi (1919–1993), maďarský fotbalista a trenér
- Béla Tardos (1910–1966), maďarský skladatel
- Béla Tarr (* 1955), maďarský filmový režisér
- Béla Török (1871–1925), maďarský fyzik a lékař ORL
- Béla Varga (1889–1969), maďarský zápasník
- Béla Weissmahr (1929–2005), maďarský jezuita a filozof
- Béla Zsolt (1895–1949), maďarský novinář a publicista

- Bela (král edómská), podle knihy Genesis první král Edomitů, viz Edom
- Bela, podle knihy Genesis prvorozený syn Benjamína

- Bela B (* 1962), německý hudebník, skladatel, spisovatel a herec